# Марьяновка (Карловский район)
Марья́новка (укр. Мар'янівка) — село,
Халтуринский сельский совет,
Карловский район,
Полтавская область,
Украина.
Код КОАТУУ — 5321685605. Население по переписи 2001 года составляло 622 человека.

## Географическое положение
Село Марьяновка находится в 6-и км от левого берега реки Орчик и в 4-х км от села Поповка.
По селу протекает пересыхающий ручей с запрудами.

## Экономика
- Молочно-товарная и птице-товарная фермы.
- «Хлебороб», сельскохозяйственное ООО.

## Объекты социальной сферы
- Школа І—ІІ ст.